# Кривченя, Алексей Филиппович
Алексей Филиппович Кривче́ня (1910—1974) — советский украинский и российский оперный певец (бас), актёр. Лауреат Сталинской премии первой степени (1951). Народный артист СССР (1956).

## Биография
Родился 30 июля (12 августа) 1910 года в Одессе в семье рабочего.
После окончания школы работал чернорабочим на Канатном заводе имени 3 июня, затем в порту. Был участником популярного самодеятельного ансамбля «Синяя блуза». Вскоре заводской комитет направил его на учёбу в Музыкально-драматический институт им. Людвига ван Бетховена (с 1934 года — Одесская консерватория, ныне Одесская национальная музыкальная академия имени А. В. Неждановой), где он был принят на вечерний рабфак. Одновременно работал на одном из одесских заводов молотобойцем. Работая в кузнице, сильно простудился и долгое время не мог петь. Только в 1932 году снова возобновил занятия в консерватории. В 1938 году окончил консерваторию (класс В. А. Селявина).
С 1936 года — солист Одесской филармонии. Затем работал в нескольких театрах страны: в 1938—1944 годах — в Ворошиловградском театре оперы и балета (ныне Донецкий театр оперы и балета им. А. Б. Соловьяненко) и Днепропетровском театре оперы и балета. В 1941 году Днепропетровский театр был эвакуирован в Красноярск, где певец работал до 1944 года, когда перешёл во вновь построенный Новосибирский театр оперы и балета, где выступал до 1949 года. В период работы в Красноярске и Новосибирске часто выступал и в драматических спектаклях. Играл комиссара Грозного в «Любови Яровой» К. А. Тренёва, Варгаса во «Фландрии» В. Сарду, Остапенко в пьесе «Фронт» А. Е. Корнейчука.
С 1949 года — солист ГАБТ. Работал до конца 1962 года, однако и после этого продолжал выступать по разовым приглашениям.
Гастролировал за рубежом (Румыния, Болгария, Югославия, Франция, Япония, Венгрия).
Выступал как концертный певец. В репертуаре певца были также камерные вокальные сочинения и арии из опер. Наиболее удачно удавались певцу романсы А. С. Даргомыжского и М. П. Мусоргского.
Алексей Кривченя — высокий бас с мощным и проникновенным голосом, мастерской техникой исполнения. Обладал актёрским дарованием, мастерски перевоплощался и наделял каждого своего сыгранного героя особыми индивидуальными чертами и неповторимыми интонациями, мимикой.

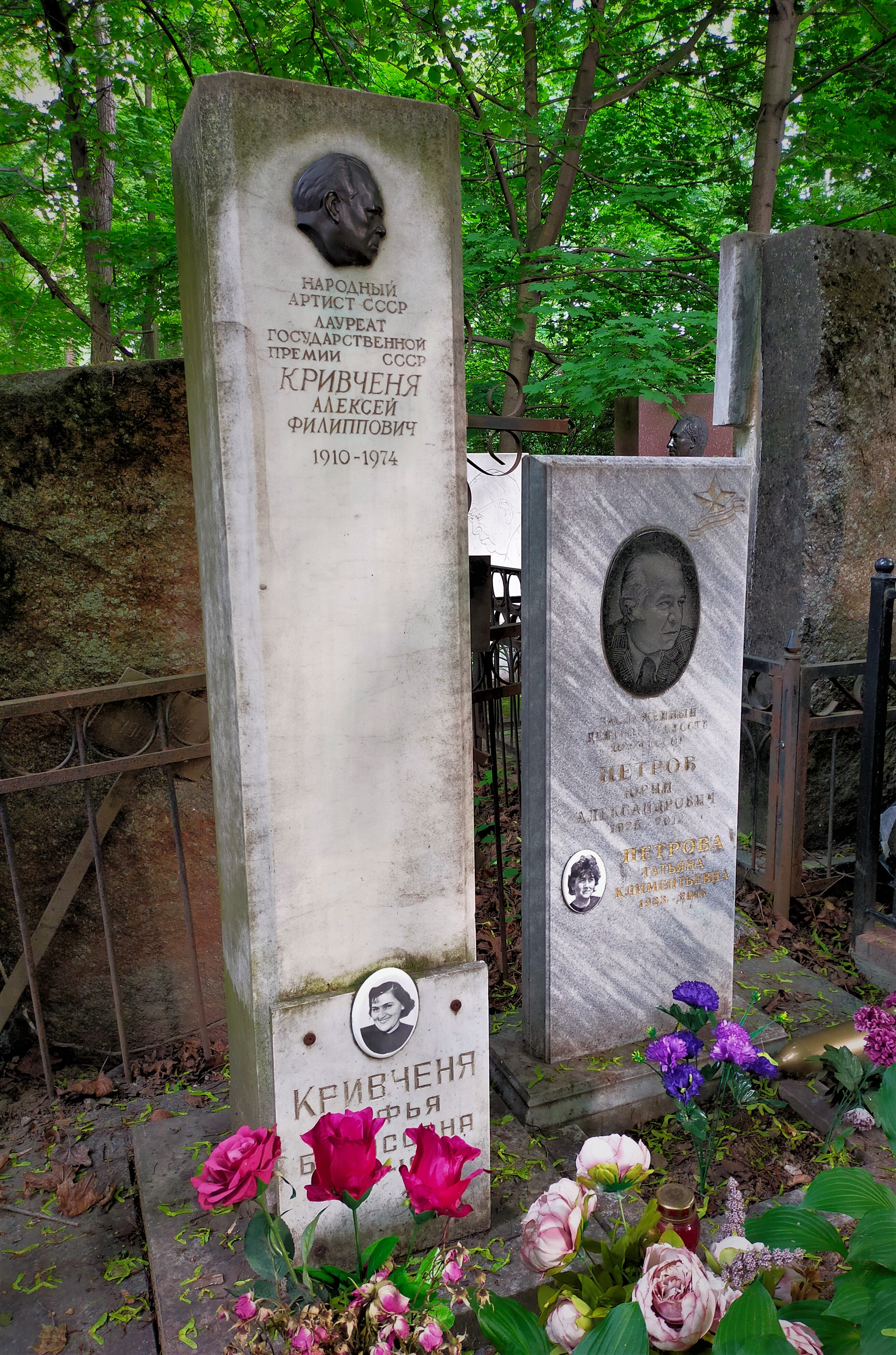
Могила А. Ф. Кривчени на Введенском кладбище

Умер 10 марта 1974 года. Похоронен в Москве на Введенском кладбище (29 уч.).

## Награды и звания
- Народный артист СССР (25.12.1956[5]);
- Народный артист РСФСР (1951);
- Заслуженный артист РСФСР (1945);
- Сталинская премия первой степени (1951) — за исполнение партии Ивана Хованского в оперном спектакле «Хованщина» М. П. Мусоргского.

## Исполненные партии

### Ворошиловградский театр оперы и балета
- 1938/1939 — «Дубровский» Э. Ф. Направника — Верейский (дебют)

### Днепропетровский театр оперы и балета
- «Мазепа» П. И. Чайковского — Кочубей
- «Дочь кардинала» Ф. Галеви — Кардинал
- «Трильби» А. И. Юрасовского — Свенгали
- «Пиковая дама» П. И. Чайковского — Томский
- «Евгений Онегин» П. И. Чайковского — Гремин
- «Запорожец за Дунаем» С. С. Гулак-Артемовского — Карась
- «Царская невеста» Н. А. Римского-Корсакова — Собакин

### Новосибирский театр оперы и балета
- «Иван Сусанин» М. И. Глинки — Иван Сусанин
- «Великая дружба» В. И. Мурадели — Измаил

### Большой театр
- «Русалка» А. С. Даргомыжского — Мельник (дебют)
- «Князь Игорь» А. П. Бородина — Кончак
- «Морозко» М. И. Красева — Морозко
- «Запорожец за Дунаем» С. С. Гулак-Артемовского — Карась
- «Наталка Полтавка» Н. В. Лысенко — Выборный
- «Тарас Бульба» Н. В. Лысенко — Тарас Бульба
- «Борис Годунов» М. П. Мусоргского — Борис Годунов, Варлаам
- «Руслан и Людмила» М. И. Глинки — Руслан, Фарлаф
- «В бурю» Т. Н. Хренникова — Сторожев
- «Никита Вершинин» Д. Б. Кабалевского — Никита Вершинин (первый исполнитель)
- «Война и мир» С. С. Прокофьева — М. И. Кутузов (первый исполнитель)
- «Хованщина» М. П. Мусоргского — Иван Хованский (записывал партию Хованского на пластинки: в 1951 и 1972 годах)«Специально для этой записи [1972] Алексей Кривченя вернулся к творческой деятельности после того, как почти десять лет пробыл на пенсии. Его голос по-прежнему мощный и проникновенный, а актёрское дарование с возрастом, конечно же, увеличилось. Его Хованский — воплощение ограниченности и эгоизма и вместе с тем этот Хованский трагическая фигура. Он глубоко несчастный человек, понимающий свои недостатки»[6].
- «Черевички» П. И. Чайковского — Чуб
- «Пиковая дама» П. И. Чайковского — Томский
- «Севильский цирюльник» Дж. Россини — Дон Базилио
- «Повесть о настоящем человеке» С. С. Прокофьева — Комиссар
- «Семен Котко» С. С. Прокофьева — Ткаченко
- «Иван Сусанин» М. И. Глинки — Иван Сусанин
- «Декабристы» Ю. А. Шапорина — Пестель, Бестужев
- «Фауст» Ш. Гуно — Мефистофель
- «Оптимистическая трагедия» A. H. Холминова — Вожак
- «Севастопольцы» М. В. Коваля — Старый матрос
- «Сорочинская ярмарка» М. П. Мусоргского — Черевик
- «Майская ночь» Н. А. Римского-Корсакова — Голова (есть запись под управлением В. И. Федосеева)

### Фильмография
- 1954 — Борис Годунов (фильм-опера) — Варлаам
- 1959 — Хованщина (фильм-опера) — князь Иван Хованский
- 1969 — Анна Снегина (фильм-спектакль) — Мельник
- 1971 — Русалка (фильм-спектакль) — Мельник
- 1973 — Был настоящим трубачом — Степан Пархоменко

### Озвучивание мультфильмов
- 1959 — Похитители красок — Чёрный